# Terror from Space
Terror from Space è un mediometraggio del 1963 scritto e diretto da John Carpenter.

## Trama
Due ragazzi scoprono che la Terra sta per essere invasa da alcune creature che producono una neurotossina letale per il genere umano.

## Produzione
Mentre John Carpenter frequentava la Western Kentucky University, realizzò due mediometraggi, il primo nel 1962, Revenge of the Colossal Beasts, e poi questo nel 1963, che saranno entrambi venduti e proiettati.